# Comuna Mengeš
Mengeš (Občina Mengeš) este o comună din Slovenia, cu o populație de 6.662 de locuitori (2002).

## Localități
Dobeno, Loka pri Mengšu, Mengeš, Topole.